# Piracetam
Piracetam (INN) je nootropikum známé pod řadou obchodních značek (např. Geratam, Nootropil, Lucetam nebo Breinox). Chemicky se jedná o 2-oxo-1-pyrrolidinacetamid, což je cyklický derivát kyseliny gama-aminomáselné (GABA). Piracetam je prvním z tzv. racetamů, což je skupina nootropních látek, které mají podobnou základní strukturu, přičemž se liší některými chemickými skupinami připojenými k jádru.
Piracetam byl poprvé syntetizován v roce 1964 belgickou farmaceutickou společností UCB a od té doby se používá jako nootropikum, tedy látka, která by měla pozitivně ovlivňovat kognitivní funkce, zejména paměť, učení a koncentraci. Používá se také v rámci léčby některých neurologických onemocnění, zejména těch, které ovlivňují centrální nervový systém.

## Chemická struktura a mechanismus účinku
Piracetam patří do skupiny racetamů, které mají společnou strukturu založenou na jádru pyrrolidonu. Tato struktura je podobná pyroglutamátu, což je derivát kyseliny glutamové, který hraje klíčovou roli v mozkových funkcích.
Mechanismus účinku piracetamu není plně objasněn, ale bylo prokázáno, že ovlivňuje neurotransmiterové systémy. Piracetam zvyšuje aktivitu acetylcholinu, což je klíčový neurotransmiter pro procesy jako je paměť, učení a kognitivní výkonnost. Může rovněž zlepšovat plasticitu synapsí a zvyšovat prokrvení mozku.
Piracetam pravděpodobně zlepšuje membránovou fluiditu neuronů, což má za následek lepší přenos signálů mezi nervovými buňkami.

## Klinické použití
Piracetam byl původně vyvinut k léčbě myoklonu a dalších motorických poruch, ale jeho použití se rozšířilo na širokou škálu neurologických onemocnění. Mezi hlavní indikace patří:
1. Alzheimerova nemoc a dementia – Některé studie naznačují, že piracetam může zlepšit kognitivní funkce u pacientů s demencí, včetně zlepšení paměti a pozornosti.
2. Myoklonus – Piracetam je oficiálně schválen pro léčbu myoklonických poruch, které zahrnují nekontrolované svalové záškuby.
3. Cévní onemocnění – Piracetam může pomoci zlepšit prokrvení mozku, což je užitečné u pacientů, kteří trpí cévními problémy, jako je ischemie.
4. Traumatická poranění mozku – Používá se také v rehabilitaci po traumatických poraněních mozku, kde může pomoci zlepšit kognitivní funkce a zkrátit dobu rekonvalescence.
5. Schizofrenie a duševní poruchy – V některých případech se piracetam používá jako podpůrná léčba u pacientů s schizofrenií, i když důkazy pro jeho účinnost v tomto směru jsou smíšené.

## Výzkum a studie
Existuje mnoho studií zaměřených na účinky piracetamu, zejména v oblasti zlepšování kognitivních funkcí. Některé významné studie zahrnují:
- Studie o Alzheimerově nemoci: Výzkum ukázal, že piracetam může zlepšit schopnosti paměti a pozornosti u pacientů s Alzheimerovou nemocí, i když výsledky nejsou vždy konzistentní.
- Výzkum u cévních poruch: Bylo prokázáno, že piracetam zlepšuje prokrvení mozku, což může být prospěšné při cévních onemocněních, jako je ischemie.
- Účinky na paměť a kognici: Některé studie ukázaly, že piracetam může mít pozitivní účinky na zlepšení paměti a schopnosti učení u zdravých jedinců, zejména u starších lidí.

## Nežádoucí účinky a bezpečnost
Piracetam je obecně považován za bezpečný lék, pokud je užíván v doporučených dávkách. Nejčastější nežádoucí účinky zahrnují:
- Úzkost a nervozitu
- Závratě
- Nespavost
- Gastrointestinální potíže jako je nevolnost nebo bolest břicha

Piracetam má velmi nízkou toxicitu, a proto se obvykle považuje za bezpečný pro dlouhodobé užívání. Není známý žádný závažný vliv na játra, ledviny nebo kardiovaskulární systém.

## Regulační status
Piracetam není schválen pro lékařské použití ve všech zemích. Například ve Spojených státech není piracetam schválen pro použití, ale v některých evropských zemích, jako je Česká republika, je registrován a může být předepsán lékařem. V některých případech je také volně prodejný v lékárnách.

## Metabolismus a farmakokinetika
Piracetam je dobře absorbován z gastrointestinálního traktu, přičemž jeho bioavailability je vysoká, a to kolem 100%. Lék se neváže na plazmatické proteiny a je vylučován v nezměněné podobě močí. Poločas eliminace piracetamu je přibližně 4 až 5 hodin.